# هل‌فویرت
هلووئرت (به هلندی: Helvoirt) یک منطقهٔ مسکونی در هلند است که در هارن، برابانت شمالی واقع شده‌است. هلووئرت ۴٬۶۵۰ نفر جمعیت دارد.